# Winfried Kettler
Winfried Kettler (* 1936 in Deutschland) ist ein deutsch-schweizerischer Grafiker und Panoramamaler, wohnhaft in Oftringen, Kanton Aargau, Schweiz. Bekannt wurde er durch seine gemalten Panoramakarten von Wander- und Skigebieten.

## Leben
Im Alter von 22 Jahren wanderte Winfried Kettler 1958 in die Schweiz aus und blieb lange in Meiringen im Berner Oberland sesshaft. Die Schweiz war damals führend in Typografie und Grafik. 1963, als er als Grafiker in einer Druckerei angestellt war, lernte Kettler das Alpinpanorama kennen und war davon fasziniert. Die Begegnung mit dem Österreicher Heinrich C. Berann, dem unbestrittenen Meister der Panoramamalerei, gab 1978 den Ausschlag, als selbständiger Kartenmaler zu arbeiten. Der aufstrebende Wander- und Skitourismus brachten Kettler viele Aufträge von namhaften Ferienorten aus der ganzen Welt. Seit 2011 lebt er in Oftringen.

## Schaffen
Kettler erstellte seine detailreichen Panoramakarten für Dutzende von Ferienorten in der Schweiz (darunter Engelberg, Kandersteg, Zermatt, Davos, das Val d’Anniviers und der Vierwaldstättersee) und auch zahlreiche im Ausland wie Vancouver, die Provence, Portes du Soleil, Schwarzwald, Gran Canaria und Korsika. Alle seine Panoramen hat Kettler ausnahmslos von Hand gemalt. Die Originale werden von der Zentralbibliothek Zürich aufbewahrt.

## Weblink
- Homepage von Winfried Kettler